# Producenci (film 2005)
Producenci (ang. The Producers) – amerykański komediowy musical filmowy z 2005 w reżyserii Susan Stroman. Remake filmu Mela Brooksa z 1968 pod tym samym tytułem.

## Obsada
- Nathan Lane jako Max Bialystock
- Matthew Broderick jako Leo Bloom
- Uma Thurman jako Ulla Inga Hansen Benson Yansen Tallen Hallen Svaden Swanson
- Will Ferrell jako Franz Liebkind
- Gary Beach jako Roger DeBris
- Roger Bart jako Carmen Ghia
- Jon Lovitz jako Mr. Marks
- Michael McKean jako administrator więzienia
- David Huddleston jako sędzia
- Richard Kind jako główny sędzia
- Eileen Essell jako Hold Me-Touch Me
- Debra Monk jako Lick Me-Bite Me
- Andrea Martin jako Kiss Me-Feel Me
- John Barrowman jako główny tenor-szturmowiec
- Peter Bartlett jako Kevin, projektant kostiumów
- Kathy Fitzgerald jako Shirley Markowitz
- Jason Antoon jako Jason Green
- Marilyn Sokol jako Bag Lady
- Danny Mastrogiorgio jako strażnik więzienny
- Thomas Meehan jako adwokat Maxa
- Mel Brooks jako on sam oraz głosy kota i gołębia